# دوروثي جوان هاريس
دوروثي جوان هاريس هي كاتِبة وكاتبة للأطفال كندية، ولدت في 14 فبراير 1931 في كوبه في اليابان.